# Jiřina Knížková
Jiřina Knížková (17. listopadu 1925, Praha – 16. srpna 2018, Praha) byla česká tanečnice a baletní mistryně.

## Život
Tato pražská rodačka vystudovala balet v baletní škole Jelizavety Nikolské a dne 25. srpna 1942 byla přijata do baletního sboru Národního divadla v Praze. Sólistkou baletu v divadle se stala po deseti letech v roce 1952. Balet zde v Národním divadle v Praze tančila celkem třicet let, kdy v roce 1972 přestala tančit. Po aktivním vystupováním zůstala nadále v divadle, kde pracovala v administrativě. Jejím manželem byl choreograf a také tanečník tohoto divadla Vlastimil Jílek.
Velké role tančila za Saše Machova, kdy například ztvárnila hlavní roli v Popelce, Odilii v Labutím jezeře, Márinku a Lotty ve Filosofské historii a Julie v Romeovi a Julii. Následně se stala především představitelka svůdných, smyslných a panovačných žen, jako například Aegina ve Spartakovi, Vévodkyně v Doktoru Faustovi, Princezna tvrdého srdce v Soli nad zlato a Lyceion v Dafnidovi a Chloe.
Za svou práci obdržela za rok 2012 Cenu Thálie za celoživotní mistrovství v kategorii balet a pantomima a jiný tanečně dramatický žánr. Zemřela ve věku 92 let 16. srpna 2018 v Praze.

## Ocenění
- 2012 Cena Thálie za celoživotní taneční mistrovství